# Speozuphium
Speozuphium is een geslacht van kevers uit de familie van de loopkevers (Carabidae). De wetenschappelijke naam van het geslacht is voor het eerst geldig gepubliceerd in 1995 door Moore.

## Soorten
Het geslacht Speozuphium is monotypisch en omvat slechts de volgende soort:
- Speozuphium poulteri Moore, 1995